# Primadonna

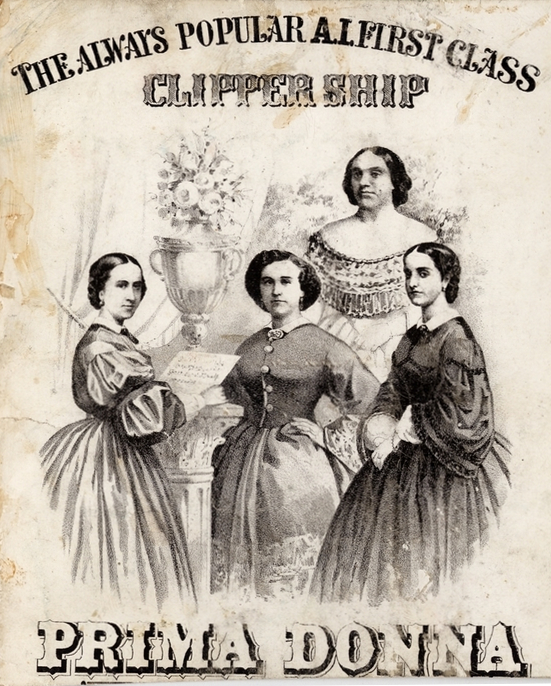
Poster di una clipper

La primadonna, nella terminologia teatrale, è la cantante o ballerina protagonista di una rappresentazione, specialmente nel campo del teatro di avanspettacolo. In alcuni casi, i principali ruoli femminili, equivalenti per importanza, possono essere più d'uno e sono ricoperti da interpreti che vengono parimenti definite primedonne.
Le Prime donne spesso si dimostravano grandi personalità anche al di fuori dei palchi ed erano considerate come molto esigenti nei confronti dei loro colleghi. A causa di ciò il termine rimane in uso ancora oggi fuori dall'ambito teatrale per riferirsi a chiunque si comporti in maniera capricciosa o particolarmente esigente e che abbia una visione esagerata e megalomane di sé stessa.

## Storia
La storia del teatro riporta vari aneddoti sui comportamenti capricciosi o isterici delle primedonne, tanto che il termine è diventato di uso comune per riferirsi ad una persona, senza distinzione di sesso, che si atteggi in pubblico allo scopo di primeggiare o attirare l'attenzione.
Il termine primadonna viene anche usato per definire chi abbia un ruolo di primo piano, nella società o nell'ambiente frequentato.
Tra le primedonne del teatro si può menzionare l'attrice spagnola María Bermejo.
Nel campo dell'opera il termine si riferisce generalmente al soprano. Riguardo alle drag queen, fu Francis Leon che lanciò la figura di "primadonna". Con il corrispettivo maschile primo uomo s'intendeva originariamente il castrato e oggi il tenore.

## Influenza culturale
Nel musical The Phantom of the Opera c'è una canzone intitolata Primadonna, durante la quale i manager cercano di dissuadere il soprano Carlotta Giudicelli dall'idea di abbandonare le scene.